# Lupin (série de televisão)
Lupin é uma série de mistério/thriller de televisão via streaming criada por George Kay e François Uzan que estreou na Netflix a 8 de janeiro de 2021. A série é composta por dezessete episódios, tendo sido os primeiros cinco lançados em janeiro de 2021, os cinco segundos a 11 de junho de 2021 e os restantes sete em 5 de outubro de 2023. A Netflix ainda não renovou Lupin para uma quarta parte.
A série é estrelada por Omar Sy no papel de Assane Diop, um homem que se inspira nas aventuras do mestre ladrão Arsène Lupin, personagem criado por Maurice Leblanc no início dos anos 1900. A primeira parte, composta por cinco episódios, tem como subtítulo Dans l'ombre d'Arsène (Na Sombra de Arsène), referindo-se à inspiração do personagem principal. A série foi assistida por 70 milhões de lares durante seu primeiro mês, tornando-se a série não inglesa mais assistida na Netflix na época.

## Sinopse
A história segue o ladrão profissional Assane Diop, único filho de um imigrante senegalês que foi para França em busca de uma vida melhor para seu filho. O pai de Assane é acusado de roubar um caro colar de diamantes ao seu patrão, o rico e poderoso Hubert Pellegrini, e se enforca em sua cela de prisão de vergonha, deixando o adolescente Assane órfão. Vinte e cinco anos depois, inspirado por um livro sobre o cavalheiro ladrão Arsène Lupin que seu pai lhe dera no dia do seu aniversário, Assane começa a se vingar da família Pellegrini, usando o seu carisma e domínio do roubo, subterfúgio e disfarce para expor os crimes de Hubert.

## Elenco e personagens
- Omar Sy como Assane Diop, um ladrão cavalheiro que se inspira em Arsène Lupin e jura vingar a morte de seu pai.
  - Mamadou Haidara como o jovem Assane Diop
- Ludivine Sagnier como Claire, esposa separada de Assane e mãe de seu filho, de quem ela tem a custódia total.
  - Ludmilla Makowski como a jovem Claire
- Clotilde Hesme como Juliette Pellegrini, filha do rico empresário Hubert Pellegrini.
  - Léa Bonneau como a jovem Juliette Pellegrini
- Nicole Garcia como Anne Pellegrini, esposa de Hubert.
- Hervé Pierre como Hubert Pellegrini, um magnata dos negócios sem escrúpulos que já empregou o pai de Assane, Babakar.
- Antoine Gouy como Benjamin Ferel, o melhor amigo de Assane dos tempos de escola, que atualmente trabalha como antiquário.
  - Adrian Valli de Villebonne como o jovem Benjamin Ferel
- Fargass Assandé como Babakar Diop, o falecido pai de Assane, que foi falsamente acusado de ter roubado o colar de diamantes dos Pellegrini.
- Soufiane Guerrab como Youssef Guédira, um detetive que usa o seu conhecimento dos livros de Arsène Lupin para rastrear a atividade de Assane.
- Vincent Londez como Capitão Romain Laugier, um capitão da polícia encarregado de recuperar o colar dos Pellegrini.
- Shirine Boutella como tenente Sofia Belkacem, tenente detetive.
- Vincent Garanger como Gabriel Dumont, o comissário do departamento de polícia de Paris.
  - Johann Dionnet como o jovem Gabriel Dumont
- Etan Simon como Raoul, filho de Assane e Claire.

### Elenco e personagens extra
- Anne Benoît como Fabienne Bériot, uma ex-jornalista desgraçada que esteve perto de expor os crimes de Hubert.
- Adama Niane como Léonard Koné, um ex-presidiário e assassino contratado por Hubert.
- Nicolas Wanczycki como Pascal Oblet, um policial disfarçado que trabalha em estreita colaboração com Hubert.
- Stefan Crepon como Philippe Courbet, um jovem corretor da bolsa que não é tudo o que parece.

## Episódios
| Temporada | Temporada | Episódios | Episódios | Originalmente exibido | Originalmente exibido |
| Temporada | Temporada | Episódios | Episódios | Estreia da temporada  | Final da temporada    |
| --------- | --------- | --------- | --------- | --------------------- | --------------------- |

## Produção

### Desenvolvimento
A 19 de julho de 2018, a Netflix encomendou uma nova série, a ser produzida pela Gaumont Film Company, sobre a personagem Arsène Lupin, com Omar Sy no papel do personagem principal. Em entrevista, Sy revelou que “Arsene Lupin, que é uma personagem icónica e carismática, vai ganhar uma nova vida nesta adaptação moderna e única no seu género”. A Netflix confirmou que George Kay e François Uzan seriam os showrunners, com Louis Leterrier dirigindo os três primeiros episódios. A 25 de setembro de 2020, o primeiro trailer do show foi lançado.

### Gravações
As filmagens dos cinco primeiros episódios foram concluídas principalmente em Paris, em várias ruas e no Louvre, tanto por dentro como por fora. De acordo com a pesquisa da Condé Nast Traveller, outros locais importantes incluem o lago La Naumachie no Parque Monceau e o Museu Nissim de Camondo na rue de Monceau; o último é a casa de Pellegrini e está aberto ao público. Outros locais listados incluem Collège-lycée Jacques-Decour, um estacionamento na Rue d'Abbeville, o mercado de pulgas Marché Biron, o Jardin du Luxembourg, a Pont des Arts, L'Appartement Saint-Martin (perto de Porte Saint-Martin), e a prisão Maison d'Arrêt de Bois-d'Arcy. A publicação acrescenta que partes do quinto episódio foram filmadas na cidade de Étretat, que fica ao longo da costa da Normandia. Esta localização é significativa porque Maurice Leblanc, criador da personagem Arsène Lupin, viveu no município.
O segundo conjunto de cinco episódios já foi filmado no final de 2020 e foi lançado em 11 de junho de 2021.

## Recepção

### Audiência
Lupin é a primeira série francesa a se classificar entre as dez primeiras da Netflix nos Estados Unidos, alcançando a terceira posição a 10 de janeiro. Foi classificada como a número um na França e em muitos outros países da Europa, incluindo Alemanha, Áustria, Itália, Espanha, Dinamarca e Suécia, além de outros países como Canadá, Brasil, Argentina e África do Sul.
A 31 de janeiro de 2021, o programa foi assistido por 70 milhões de famílias, tornando-se a segunda estreia de maior sucesso para um programa original da Netflix, depois de Bridgerton. Em abril, a Netflix revelou que Lupin foi o título mais assistido no serviço de streaming da empresa no primeiro trimestre de 2021.
A 21 de julho de 2021, foi relatado que 54 milhões de famílias assistiram à segunda parte do programa, uma queda em relação à primeira parte. Lupin ainda conseguiu se tornar uma das maiores séries durante o segundo trimestre de 2021.

### Crítica
No site de agregação de comentários Rotten Tomatoes, a primeira parte possui uma taxa de aprovação de 98% com uma classificação média de 7,70 / 10, com base em 44 comentários. O consenso crítico do site diz: "Omar Sy atinge facilmente todas as marcas em Lupin, um thriller de espionagem envolvente que faz jus ao seu material de origem e muito mais." No Metacritic, a primeira parte tem uma pontuação de 82 de 100 com base em 8 avaliações.
Escrevendo para o The New Paper, Jonathan Roberts afirmou que "se Lupin  fosse um filme, seria um candidato ao melhor do ano". Daniel D'Addario da Variety escreveu que o momento de angústia no final da primeira série "deixará qualquer espectador que tenha feito a viagem ansioso por mais." Alan Sepinwall, da Rolling Stone, elogiou o desempenho de Sy, escrevendo que "tudo funciona porque [ele] é tão magnético e charmoso que questionar a lógica do enredo parece totalmente fora de propósito". Karen Han do Slate escreveu que Lupin "não perde um único minuto, embalando cada momento cheio de suspense".
No Rotten Tomatoes, a segunda parte detém um índice de aprovação de 96%, com uma classificação média de 8.00 / 10, baseada em 27 avaliações. Consenso crítico do site lê: "Smart, sexy e elegante, altamente bingeable segunda temporada ' Lupin é perfeita visualização de verão". No Metacritic, a segunda parte tem uma pontuação de 80 de 100 com base em 7 avaliações.

### Prêmios e indicações
| Prêmio                                                     | Categoria                                                  | Destinatário (s)                | Resultado | Ref.   |
| ---------------------------------------------------------- | ---------------------------------------------------------- | ------------------------------- | --------- | ------ |
| Prêmios Black Reel para televisão                          | Outstanding Drama Series                                   | George Kay                      | Indicado  |        |
| Prêmios TCA                                                | Conquista individual no drama                              | Omar Sy                         | Indicado  | [ 12 ] |
| Prêmio da Associação de Críticos de Filmes Afro-Americanos | Conquista especial - Melhor Produção Internacional         | Lupin                           | Venceu    | [ 13 ] |
| Edinburgh TV Awards                                        | Melhor Drama Internacional                                 | Lupin                           | Venceu    | [ 14 ] |
| Prêmio Gotham                                              | Excelente desempenho na nova série                         | Omar Sy                         | Indicado  | [ 15 ] |
| Prêmios Internacionais do Location Managers Guild          | Locais de destaque em uma série de televisão contemporânea | Thomas de Sambi, Valérie Segond | Venceu    | [ 16 ] |
| Prêmio Rose d'Or                                           | Desempenho do Ano                                          | Omar Sy                         | Venceu    | [ 17 ] |
| Prêmios Satélite                                           | Melhor Série de Drama                                      | Lupin                           | Pendente  |        |
| Prêmios Satélite                                           | Melhor Ator em Série de Drama / Gênero                     | Omar Sy                         | Pendente  |        |
| Prêmios da Critics 'Choice Television                      | Melhor Série de Língua Estrangeira                         | Lupin                           | Pendente  | [ 18 ] |
| Celebração da Escolha da Crítica do Black Cinema           | Prêmio de Ator para Televisão                              | Omar Sy                         | Venceu    | [ 19 ] |
| Emmy Internacional                                         | Melhor Série Dramática                                     | Lupin                           | Indicado  |        |